# Zdzisław Skwara

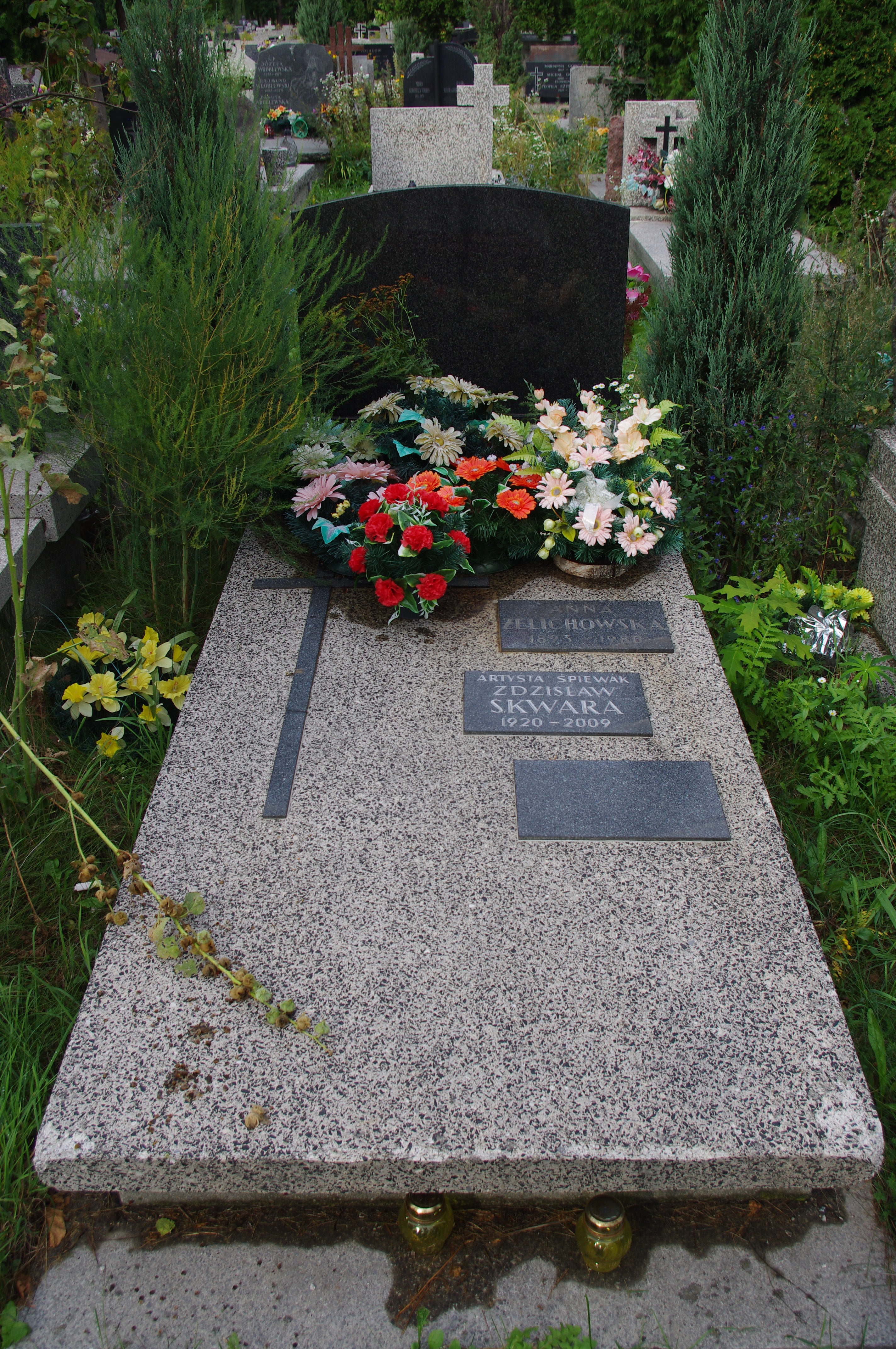
Grób śpiewaka operowego Zdzisława Skwary na Cmentarzu Komunalnym Północnym w Warszawie

Zdzisław Skwara (ur. 30 kwietnia 1920 w Warszawie, zm. 14 stycznia 2009) – polski śpiewak (bas) i pedagog, w latach 1970–1980 członek założyciel zespołu muzyki dawnej Canor Anticus'.
Absolwent i wieloletni nauczyciel Państwowej Szkoły Muzycznej II st. im. Józefa Elsnera w Warszawie. Jako kapral podchorąży był uczestnikiem powstania warszawskiego używał pseudonimu Zych. Autor wspomnień wojennych „Z piosenką i pistoletem przez wojnę” wydanych w 2004
Założyciel wydziału wokalnego i wieloletni nauczyciel śpiewu solowego Państwowej Szkoły Muzycznej I i II st. im. Andrzeja Krzanowskiego w Mławie (1993-2007). Wśród jego absolwentek jest m.in. Iwona Sobotka, jedna z najlepszych współczesnych polskich śpiewaczek.
Pochowany 21 stycznia 2009 r. na Cmentarzu Komunalnym Północnym w Warszawie.